# Kemal Monteno

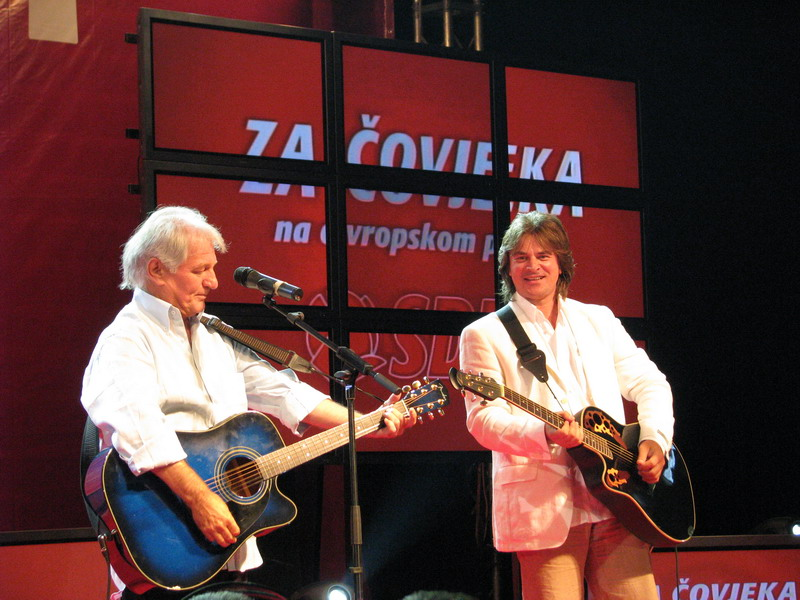
Kemal Monteno tocando con Alen Islamović en una convención del Partido Socialdemócrata de Bosnia y Herzegovina (2008)

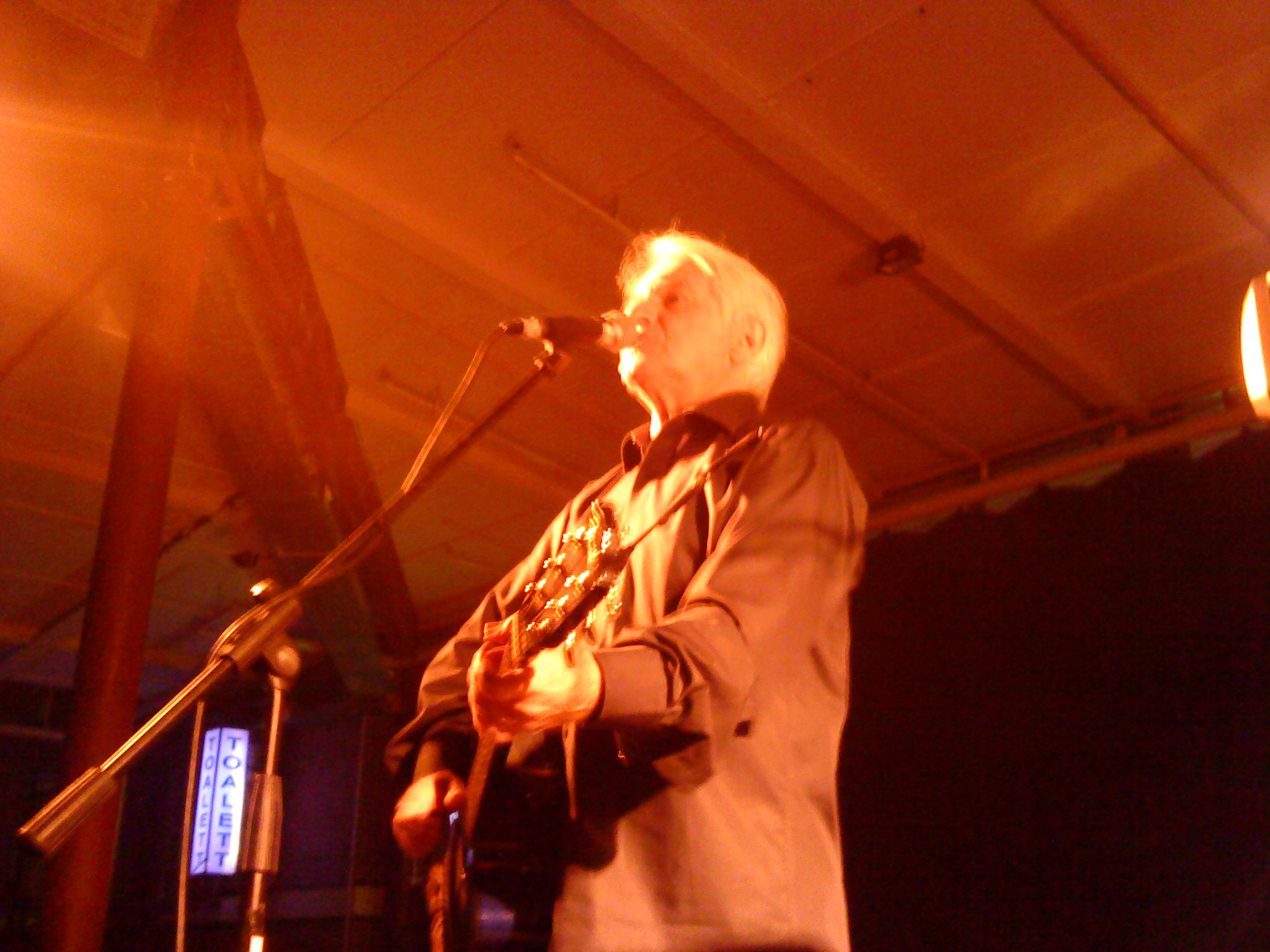
Kemal Monteno en concierto en Malmö (febrero de 2010)

Kemal Monteno (Sarajevo, 17 de septiembre de 1948 — Zagreb, 21 de enero de 2015) fue un cantautor y letrista yugoslavo, desde 1992 bosnio, de origen italiano.

## Biografía
El padre de Monteno, Osvaldo, era un militar italiano originario de Monfalcone. En 1945, durante la Segunda Guerra Mundial, fue movilizado y enviado a la Yugoslavia ocupada, donde conoció a una mujer bosnio-musulmana llamada Bahrija, de la que se enamoró. Osvaldo dejó a su mujer embarazada en Italia para casarse por segunda vez con Bahrija. La esposa italiana de Osvaldo dio a luz en 1946 a una hija llamada Daniela, hermanastra de Monteno. Kemal nació dos años después en Sarajevo. Aunque su padre era católico y su madre musulmana, a Monteno se le puso un nombre de pila musulmán. Después de la guerra, la pareja encontró trabajo en el estadio Koševo de Sarajevo. Osvaldo cantaba canciones italianas a su hijo, en tanto que Bahrija le introducía en la cultura de la sevdalinka bosnia.
Monteno conoció a su futura esposa, Branka, en 1967 en Sarajevo. Se casaron el 26 de junio de 1971, a su regreso de su servicio obligatorio en el Ejército Popular Yugoslavo. Juntos tuvieron una hija, Adrijana, y un hijo, Đani. Pasó toda la guerra de los Balcanes en Bosnia y Herzegovina, en la sitiada Sarajevo.

### Enfermedad y muerte
A Monteno se le diagnosticó diabetes a finales de la década de 1990, que lo obligó a someterse a sesiones semanales de diálisis en el Centro Hospitalario Universitario de Zagreb. La diabetes debilitó su corazón y Monteno consideró que el estrés provocado por la guerra en su país también contribuyó a agravar su enfermedad.
Monteno sufrió un infarto el 30 de diciembre de 2011 y se sometió a una operación de bypass en enero de 2012. Su actuación en el Festival de Split de 2012 se canceló por motivos de salud. El 15 de noviembre de 2014, tras casi tres años de espera, Monteno recibió una llamada telefónica en la que se le comunicaba que había un riñón disponible para serle trasplantado. Recibió el trasplante a la mañana siguiente en Zagreb. Volvió a ser hospitalizado en diciembre de 2014 y los médicos creyeron que "su cuerpo no aceptó el riñón que se le trasplantó en noviembre".
Monteno murió el 21 de enero de 2015 en el Hospital Rebro de Zagreb a causa de una neumonía y sepsis urinaria derivadas de complicaciones tras el trasplante de riñón. Fue enterrado en su ciudad natal, Sarajevo, en el cementerio de Bare, el 28 de enero de 2015, siete días después de su muerte.

## Carrera artística
Kemal Monteno inició su larga y prolífica carrera musical en la segunda mitad de la década de 1960 actuando en el festival de música popular Vaš šlager sezone ("Tus éxitos de la temporada"), celebrado en Sarajevo, para el que compuso algunas de sus canciones más conocidas. Debutó en la edición de 1967 con la canción Lidija, con la que obtuvo el primer premio. Pronto se convirtió en el favorito del público de su ciudad natal y en una especie de seña de identidad del festival. A finales de la década de 1970 publicó sus canciones más conocidas: Sarajevo, ljubavi moja ("Sarajevo, mi amor"), de 1976, y Zemljo moja ("Mi tierra"), de 1977, dedicadas a su ciudad y a su país, respectivamente.
A lo largo de su carrera grabó numerosos dúos con intérpretes de toda la antigua Yugoslavia, como Paula Jusić, Neda Ukraden, Tereza Kesovija, Jellena, Crvena Jabuka, Dušan Svilar, Danijela Martinović y muchos otros. Muchas de sus canciones también han sido interpretadas por otros artistas, como por ejemplo Bacila je sve niz rijeku ("Ella tiró todo al río"), que supuso un gran éxito no solo para él, sino también para Toše Proeski, Crvena Jabuka e Indexi.
Participó como actor en algunas series de televisión, así como en el musical Pjevam danju, pjevam nocu (1981).

## Estilo
Es un cantautor romántico-lírico, caracterizado por una expresión musical particular, que combina la sevdalinka bosnia con el encanto mediterráneo de las canciones italianas. Sus letras son la confesión sincera de un poeta que ha experimentado de primera mano la vida, el dolor y las alegrías del amor. Estos estilos se funden, a su manera, en una música de expresión clara y sencilla.
Si bien el tema principal de su obra, el amor, está presente desde sus primeras composiciones, Monteno nunca se repite en sus canciones. Impregnadas de un estilo armónico, sus melodías no siguen la rígida tradición balcánica, sino que se transforman en canciones mediterráneas, y a veces en canciones melancólicas, especialmente las inspiradas en el Festival de San Remo. Kemal Monteno crea una expresión musical única que no tiene parangón en todo el territorio de la antigua Yugoslavia. Sus canciones son himnos al amor eterno, incluso cuando los versos dicen que todo ha terminado.

## Discografía

### Álbumes de estudio
- Muziko, ljubavi moja (1973)
- Žene, žene (1975)
- Moje pjesme, moji snovi (1977)
- Za svoju dušu (1980)
- Dolly Bell (1981)
- Uvijek ti se vraćam (1984)
- Moje najdraže pjesme (1985)
- Romantična ploča (1986)
- Kako da te zaboravim (1987)
- Dunje i kolači (2004)
- Samo malo ljubavi (2009)
- Šta je život (2013)

### Sencillos
- Sviraj, gitaro moja / Još juče bili smo sretni (1969)
- Tužna je muzika / Pružam ti ruke (1971)
- Što sam ti skrivio, živote moj / Jedne noći u Decembru (1971)
- Laž (1972)
- Dušo moja / Nana (1973)
- Pahuljice moja (1974)
- Moj prijatelj ari / Mali mir (1974)
- Adrijana / Novembar (1974)
- Pjesma zaljubljenika / Znam sve o tebi (1975)
- Hiljade bijelih marama / Kad nas jednom godine odnesu (1976)
- Tajna žena / Kad smo pošli mi u šumu (1976)
- Sarajevo, ljubavi moja / Kratak je svaki tren (1976)
- Ljubavna bol (1977)
- Cvite bili iz Đardina / Nemoj reći doviđenja (1977)
- Volim te živote kakav jesi / Na kraju grada (1978)
- Sunce djetinjstva / Putovanja, putovanja (1978)
- Nije htjela / Nek' sviraju gitare (1978)
- Ej, srećo moja / Čekat ću te (1978)
- Adriana, Adriana / Bracera (1979)
- Postoji li mjesto / Ti si moja poezija (1979)
- Energoinvest (1982)

### Álbumes recopilatorios
- Volim te živote kakav jesi (1978)
- The Platinum Collection (2007)
- The Best Of... // Live (2012)
- 50 originalnih pjesama (2014)